# 神头岭战斗
神头岭战斗是中国抗日战争中中日双方的一场战斗。
当时根据侦察，黎城日军为三百余人。于是129师袭击该城，吸引涉县、潞城的援兵，并在神头岭伏击成功。1938年3月16日，129师采用攻点打援的战法，发起战斗得胜。129师缴获各种枪550余支，缴获骡马600余匹。